# غوستاف دالين
نيلس غوستاف دالين (Nils Gustaf Dalén) (مواليد 30 نوفمبر 1869 - 9 ديسمبر 1937) كان مؤسس شركة AGA ومخترع طباخة AGA ومصباح دالين. حصل على جائزة نوبل في الفيزياء عام 1912 عن صمامات آلية صممت لتستخدم مع مراكمات الغاز في المنارات.

## حياته
مهندس وفيزيائي سويدي، تعلم في معهد تشالمر التكنولوجي في غوتبرغ بالسويد حيث تخرج منه مهندساً ميكانيكياً عام 1896، وبعد سنة قضاها بالمعهد البولتيكنيكي الفيدرالي في زيور بسويسرا عاد دالين إلى السويد، حيث عمل في مشروعات التوربينات الحرارية وأنابيب ضغط الهواء وأجرى تجاربه في إحدى الشركات العاملة في التوربينات الغازية في ستوكهولم.

### بداية حياته
ولد دالين في سترينستورب وهي قرية صغيرة في مدينة فالكبونج ميتسبالتي مقاطعة فاسترا جوتلاند. نجح في العمل في مزرعة العائلة التي كبرها لتشمل حديقة بيع الخضروات، تجارة البذور ومعمل آلبان. في عام 1892 اخترع جهاز اختبار الحليب الدسم للتحقق من جودة الحليب وذهب إلىستوكهولم لعرض اختراعه الجديد علىجوستاف دي لافال. وقد أعجب دي لافال بتعليم دالين لنفسه واختراعه وشجعه على أن يتلقى تعليم أساسي تقني. فالتحق بجامعة شالميرز للتكنولوجيا حيث حصل على الماجستير والدكتوراة في نهاية عام 1896. كان دالين من نفس نوع المخترعين مثل غوستاف دي لافال، لا يخاف من الاختبارات ولكنه كان أكثر حذرا لاقتصاد الشركة.

### عمله في AGA
في عام 1906 أصبح دالين كبير المهندسين في شركة مراكمات الغاز (الصانع والموزع للأسيتيلين) وفي عام 1909 عندما تأسست شركة AGA عُين رئيسا لها طوال حياته. كانت شركة AGA واحدة من الشركات الأكثر ابتكارا في السويد، وأنتجت مجموعة كبيرة ومتنوعة من المنتجات التي نمت في كل عام. وأخيرا في بداية عام 1970 أجبرت AGA للحد من عدد من المنتجات وشاركت وركزت على إنتاج غازات للاستعمال الصناعي. طورت شركة AGA المنارات بلستخدام منتجات دالين وفي عام 1910 اشترت الشركة عقار كبير في لينديجو وقامت ببناء معمل إنتاج انتهى في عام 1912 عندما خرجت من التسهيلات فيستوكهولم.

### مصباح دالين
بدايةً عمل دالين كان مع الأسيتيلين وهو غاز هيروكربوني شديد الانفجار. اخترع دالين الآغامسان وهي ركيزة تستخدم لامتصاص الغاز فيسمح للتخزين الآمن وبالتالي الاستغلال التجاري. الأسيتيلين ينتج ضوء شديد البياض يتحول في الحال إلى لهب قوى مثل الوقود المستخدم في المنارات. استغل دالين الوقود الجديد وقام بتطوير مصباح دالين والذي تضمن أختراع جديد (صمام الشمس) هذا الجهاز يسمح للمصباح للعمل في الليل فقط والحفاظ على الوقود وتمديد المدة التي يعمل فيها إلى سنة. (وميض دالين) هذا الجهاز يستخدم الغاز في مرحلة الومض فقط وهذا يقلل استهلاك الغاز بمقدار 90%. كل معدات المنارات لشركة AGA عملت بدون مصدر للكهرباء وبالتالي يمكن الاعتماد عليها في المناطق الساحلية الوعرة كالدول الإسكندنافية.

### موقد AGA
في عام 1929 اخترع دالين موقد AGA وقام بمعظم اختبارات الموقد بالمطبخ الخاص بفيلته التي بُنيت عندما أنتقلت الشركة إلى لينديغو عام 1912 لكنه لم يحصل على فرصة رؤيتها بأم عينية، وساعدته عائلته في أعمال التطوير والتحقق من درجة الحرارة وتدفق الهواء وغيرها.

### حياتة الشخصية
كان والديه هما أنديرس ولوفيسا دالين. تزوج إيما بيرسون عام 1901 وكان ليه 4 أطفال فتاتين وصبيين:
- ماجا، تزوجت من سيلفيفرستوبلي (1904-1995).
- جانر (1905-1970).
- أنديرس (1907-1994).
- أنجليزا، تزوجت من كيين (1910-2006).

### حادث عام 1912
في بداية عام 1912 فقد دالين نظرة في اتفجار للإسيتيلين خلال اختبار الضغط العالى للمراكمات. في نفس العام حصل على جائزة نوبل للفيزياء وكان مريضاً جداً ولم يستطيع حضور العرض فحضر أخيه ألبين دالين (أستاذ طب العيون بمعهد كارولين) نيابه عنه. وأشاد خطاب العرض نوعية التضحية بالسلامة الشخصية في التجارب العملية، ومجاملته بمقارنته بنوبل نفسه. بالرغم من فُقد بصرة ظل دالين مديراً لـ AGA حتى وفاته عام 1936. حصل على أكثر من 100 براءة اختراع خلال حياته.

### الجوائز والتكريمات
- جائزة نوبل في الفيزياء 1912.
- عضو في الأكاديمية الملكية السويدية للعلوم.

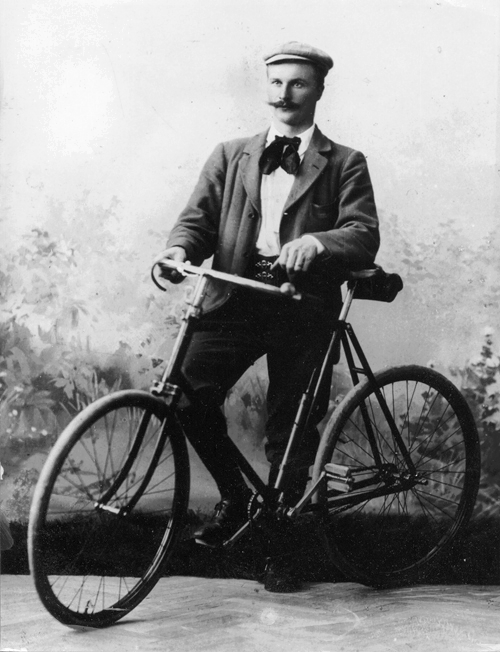
غوستاف دالين كمهندس شاب مع دراجته في استوديو الصور 1895.

- غوستاف دالين كمهندس شاب مع دراجته في استوديو الصور 1895.عضو في أكاديمية العلوم والهندسة.